# Wang Shenchao
Wang Shenchao (王燊超S, Wáng ShēnchāoP; Shanghai, 8 febbraio 1989) è un calciatore cinese, difensore dello Shanghai Port e della Nazionale cinese.

## Palmarès

### Club

#### Competizioni nazionali
- China League Two: 1

Shanghai Haigang: 2007
- China League One: 1

Shanghai Haigang: 2012
- Campionato cinese: 3

Shanghai Haigang: 2018, 2023, 2024
- Supercoppa di Cina: 1

Shanghai Haigang: 2019
- Coppa di Cina: 1

Shanghai Haigang: 2024